# Eburia nigrovittata
Eburia nigrovittata es una especie de escarabajo longicornio del género Eburia, tribu Eburiini, familia Cerambycidae. Fue descrita científicamente por Bates en 1884.
Se distribuye por México.

## Descripción
La especie mide 10,5-25,8 milímetros de longitud. El período de vuelo ocurre en los meses de mayo, junio, julio y agosto.